# پییر گیلمات (نفت‌کش)
پییر گیلمات (نفت‌کش) (به انگلیسی: Pierre Guillaumat (supertanker)) یک کشتی است که طول آن ۴۱۴٫۲۳ متر (۱٬۳۵۹ فوت ۰ اینچ) می‌باشد. این کشتی در سال ۱۹۷۷ ساخته شد.